# Craven Arms
Craven Arms – miasto w Wielkiej Brytanii, w Anglii, w regionie West Midlands, w hrabstwie Shropshire. W 2001 r. miasto to zamieszkiwało 2 289 osób.